# Шёнеберг
Шёнеберг (нем. Schöneberg) — район в седьмом административном округе Берлина Темпельхоф-Шёнеберг. Расположен в северной части округа. До 2001 года в Берлине имелся самостоятельный округ Шёнеберг, состоявший из современных районов Шёнеберг и Фриденау.

## Географическое положение
Шёнеберг — густозаселённый район Берлина, прилегающий к центру города. На севере Шёнеберг граничит с районом Тиргартен, на востоке — с Кройцбергом и Темпельхофом, на юге — со Штеглицем, на западе — с Фриденау и Вильмерсдорфом, на северо-западе — с Шарлоттенбургом.

## История

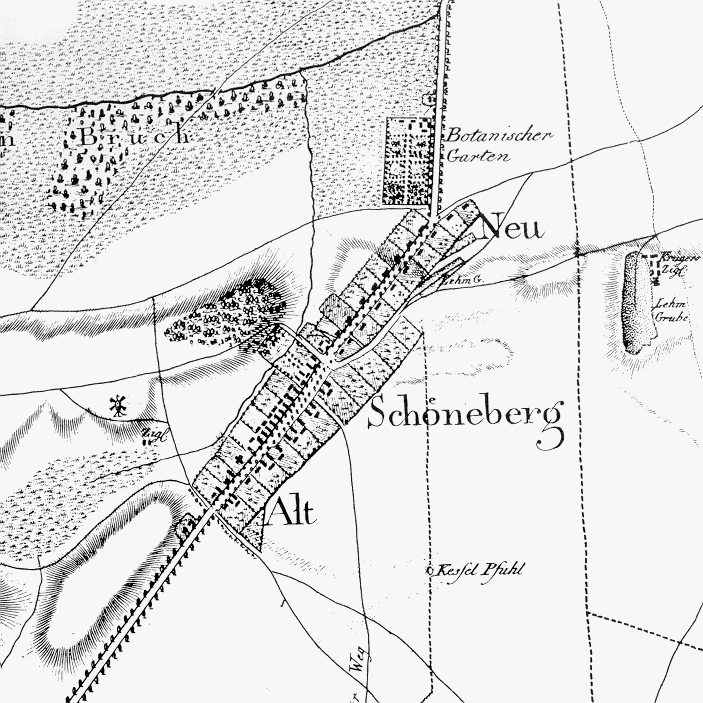
Старый и Новый Шёнеберг в 1798 году

### Образование поселения
Первое документальное упоминание деревни Шёнеберг датируется 3 ноября 1264 года, когда маркграф Отто III подарил женскому монастырю в Шпандау пять гуф земли в деревне Шёнеберг. Вероятно, Шёнеберг был основан вскоре после 1200 года немецкими поселенцами. Ядро селения располагалось вдоль сегодняшней Хауптштрассе (нем. Hauptstraße) и между сегодняшними улицами Доминикусштрассе (нем. Dominicusstraße) и Акациенштрассе (нем. Akazienstraße).
В 1750 году Фридрих II позволил чешским ткачам против воли жителей Шёнеберга основать рядом вторую деревню, которая была названа «Новым Шёнебергом» (нем. Neu-Schöneberg) и располагалась от Хауптштрассе до сегодняшней Груневальдштрассе (нем. Grunewaldstraße). Лишь после Семилетней войны произошло сближение между немецкими и чешскими жителями. И только в 1874 году Старый и Новый Шёнеберг были объединены в одну общину.
В середине XIX века город Берлин перерос свои границы и достиг Шёнеберга, который уже вплотную примыкал к Берлину. Несмотря на протесты шёнебержцев по распоряжению короля Вильгельма I область от южного конца улицы Потсдамер-штрассе (нем. Potsdamer Straße) с 1 января 1861 года была присоединена к Берлину в качестве района Шёнебергский форштадт, в связи с чем численность населения Шёнеберга снизилось с 8 000 до 2 700 человек.

### Получение городских прав
После образования Германской империи в 1871 году число жителей Шёнеберга начало стремительно расти. Если в 1871 году в Шёнеберге проживало всего 4 555 жителей, то уже в 1900 году — 95 998 жителей, а в 1919 году — 175 093 человек. По этой причине 1 апреля 1898 года Шёнеберг получил статус города и через год он был выведен из состава района Тельтов провинции Бранденбург, получив статус внерайонного города.
В 1898 году Рудольф Вильде становится бургомистром, а с 1902 г. обербургомистром. Под руководством Вильде началось планирование постройки ратуши. Для осушения болота рядом с местом постройки был использован грунт из-под строящегося Шёнебергского метрополитена, включавшего пять станций: «Ноллендорфплац», «Виктория-Луиза-Плац», «Баварская Площадь», «Шёнебергская ратуша» и «Иннсбрукская Площадь». Сегодня Шёнебергский метрополитен является линией U4 Берлинского метрополитена. На то время Шёнеберг стал вторым городом в Германии (после Берлина), имевшим подземное метро. Строительство метрополитена было завершено в 1910 году — в год смерти Вильде. Под руководством его последователя — Александра Доминикуса в 1914 году было завершено строительство ратуши. За два года до этого была также завершена постройка городского парка. В честь бывшего бургомистра площадь перед ратушей получила название Рудольф-Вильде-Плац.
По чертежам Пауля Эгелинга в период 1895—1914 годов было возведено множество других сооружений, в том числе школ, пожарных вышек, административных зданий, а также открытая в 1906 году больница им. Августы Виктории (нем. Auguste-Viktoria-Krankenhaus, AVK).
Часть своей самостоятельности Шёнеберг утратил 1 апреля 1912 года с образованием «Объединения Большой Берлин», задачей которого стало единое развитие транспортной системы, строительства и мест для отдыха на подчинённой ему территории. В 1912 году город был переименован в Берлин-Шёнеберг

### В составе Берлина

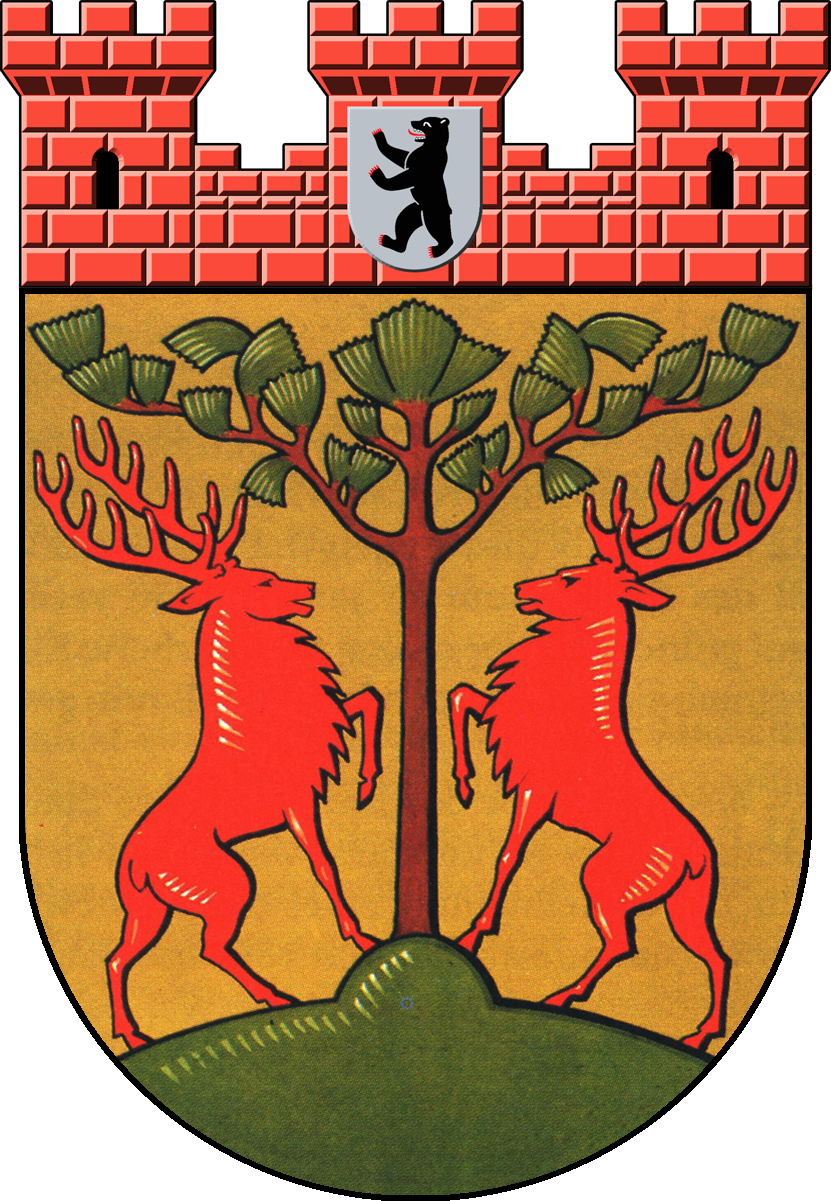
Герб округа Шёнеберг, 1920—2000

С образованием 1 октября 1920 года Большого Берлина Шёнеберг окончательно потерял свою самостоятельность и был включён в состав столицы. Из территории городской общины Шёнеберг и соседней сельской общины Фриденау был образован административный округ Шёнеберг. После некоторого изменения границ районов в 1938 году область южнее Курфюрстенштрассе, известная как Шёнебергский форштадт, была снова как и до 1861 года отнесена к Шёнебергу. Кроме того, область, расположенная далее к Шарлоттенбургу — между Ноллендорфплац и Нюрнбергер-штрассе, также была включена в округ Шёнеберг.
Во время Второй мировой войны особенно были разрушены северная и западная часть Шёнеберга: около трети жилого массива было безвозвратно утрачено.
Во времена оккупации Германии войсками союзников Шёнеберг относился к американской зоне оккупации. В Шёнебергской ратуше в эти годы располагался Сенат Берлина и Берлинская Палата депутатов. Площадь перед ратушей и прилегающие к ней улицы всегда были излюбленным местом для проведения различных демонстраций и митингов. В 1963 году Западный Берлин посетил американский президент Джон Ф. Кеннеди, который 26 июня на площади перед ратушей произнёс свою историческую речь «Я — берлинец». В честь этого события, площадь Рудольф-Вильде-Плац была переименована в Джон-Ф.-Кеннеди-плац. Тогда же городской парк получил название Парк Рудольфа Вильде.
В здании Верховного Суда в Кляйст-Парке в эти годы располагался Общегерманский Контрольный совет Союзников. С 8 мая 1945 года и до образования двух германских государств в 1949 году Контрольный совет был верховным органом власти над всей Германией. После объединения Германии здание снова принадлежит Верховному суду Берлина.
С 1946 года из Шёнеберга вещала «Радиостанция американского сектора». С 1948 года радиостанция располагалась в Доме Радио на Куфштайнер-штрассе 69 (нем. Kufsteiner Straße 69) недалеко от Парка Рудольф Вильде. До 1990 года этот информационный источник играл важную роль для населения ГДР. Сегодня здесь производятся программы для Deutschlandradio Kultur.
В 2001 году в ходе административной реформы по уменьшению числа округов в Берлине округ Шёнеберг был разделён на районы Фриденау и Шёнеберг, которые вместе с районами Темпельхоф, Мариенфельде, Мариендорф и Лихтенраде бывшего округа Темпельхоф образовали новый укрупнённый административный округ Темпельхоф-Шёнеберг.

## Шёнебергские кварталы

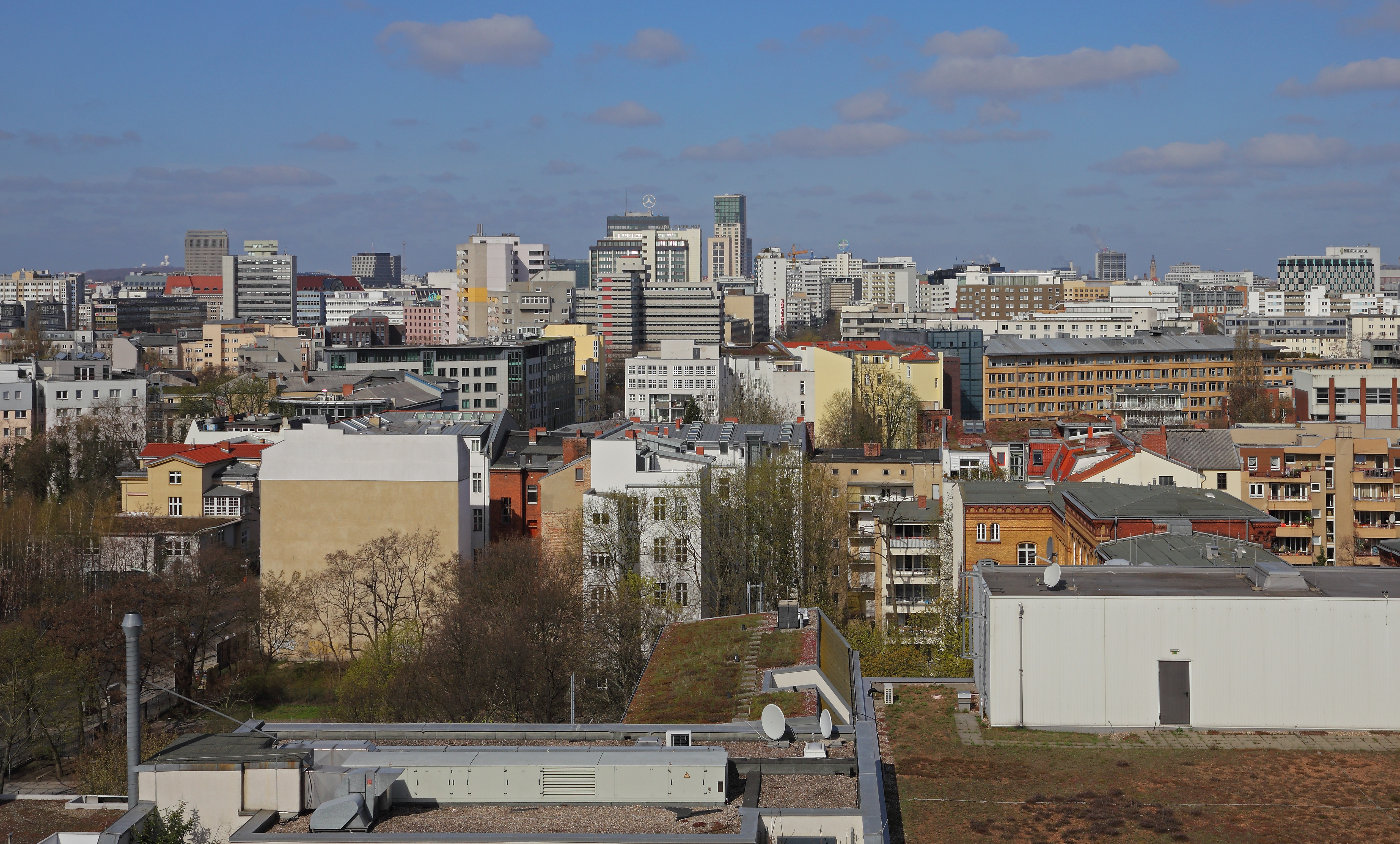
Современный вид на Шёнеберг

Многие кварталы Шёнеберга имеют свою особую историю и архитектуру.
На западе Шёнеберга лежит Баварский квартал, основанный во времена правления Рудольфа Вильде до Первой мировой войны. Элегантные здания с фасадами в стиле южнонемецкого Ренессанса расположен на улицах, имеющих большей частью названия в честь городов Баварии. Здесь жили многие известные люди, например, Альберт Эйнштейн. Из-за большой доли еврейского населения в народе район также получил названия «Еврейской Швейцарии». Во время Второй мировой войны квартал был сильно разрушен, поэтому сегодня там можно увидеть много зданий типичной для 1950-х годов архитектуры.
Возникший в 1920-х годах квартал Цецилиенгертен представляет собой настоящий музей на открытом воздухе с завораживающими взгляд садами и фонтанами. Цветущие в апреле и мае японские вишни образуют завораживающую дух покров над улицами квартала.
В квартале Ноллендорф, расположенном между улицами Фуггерштрассе (нем. Fuggerstraße), Моцштрассе и площадью Ноллендорфплац находятся многочисленные кафе, кабаки, бары и магазины, ориентированные исключительно на гомосексуальную публику. Ежегодно в один из уикендов июня в этом квартале проводится гей-парад Motzstraßenfest, представляющий собой смесь из информационной кампании, шоу и ярмарки, привлекающих тысячи туристов.
Возведённый с 1918 по 1921 годы Бруно Таутом на юге Шёнеберга посёлок Линденхоф до сегодняшних дней остаётся одним из любимых кварталов Берлина с многочисленными парками, садами, прудами и приятными условиями проживания и развивающий концепцию города-сада.
Другие известные кварталы:
- Красный остров (нем. Rote Insel)
- Виттенбергплац
- Хауптштрассе и Потсдамер-штрассе (нем. Hauptstraße und Potsdamer Straße)
- Зюдгеленде (нем. Südgelände — Южная Земля)

и многие другие.

## Некоторые достопримечательности

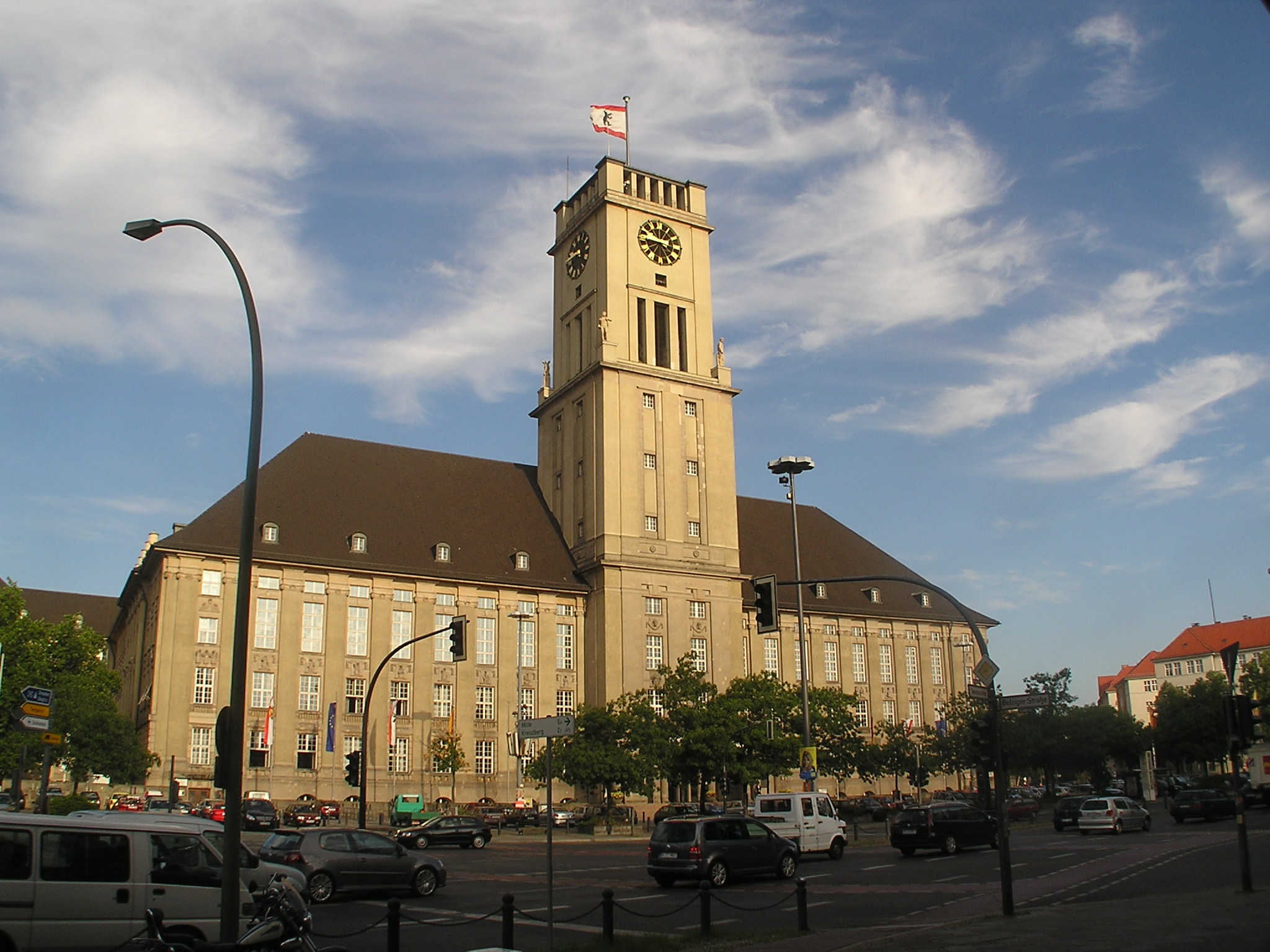
Шёнебергская ратуша
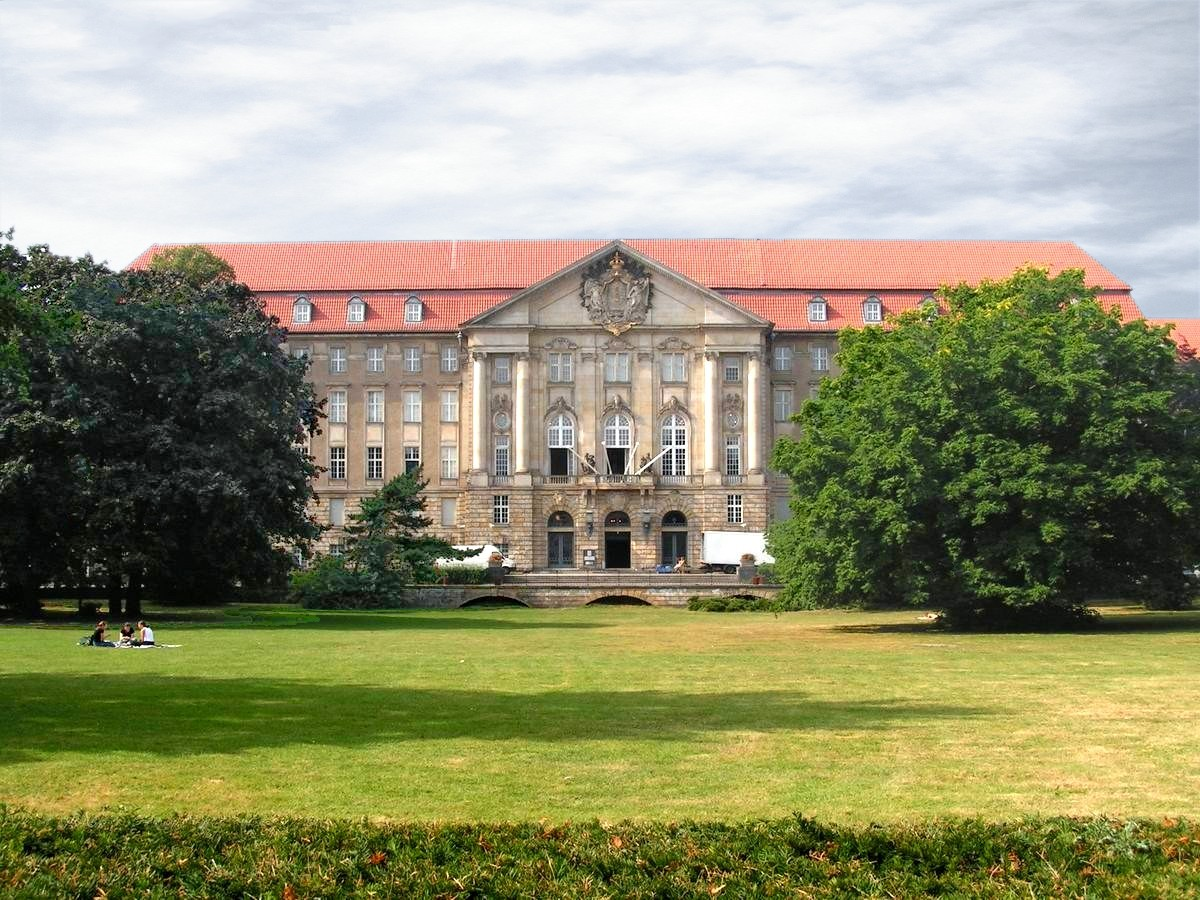
Здание Верховного суда Берлина
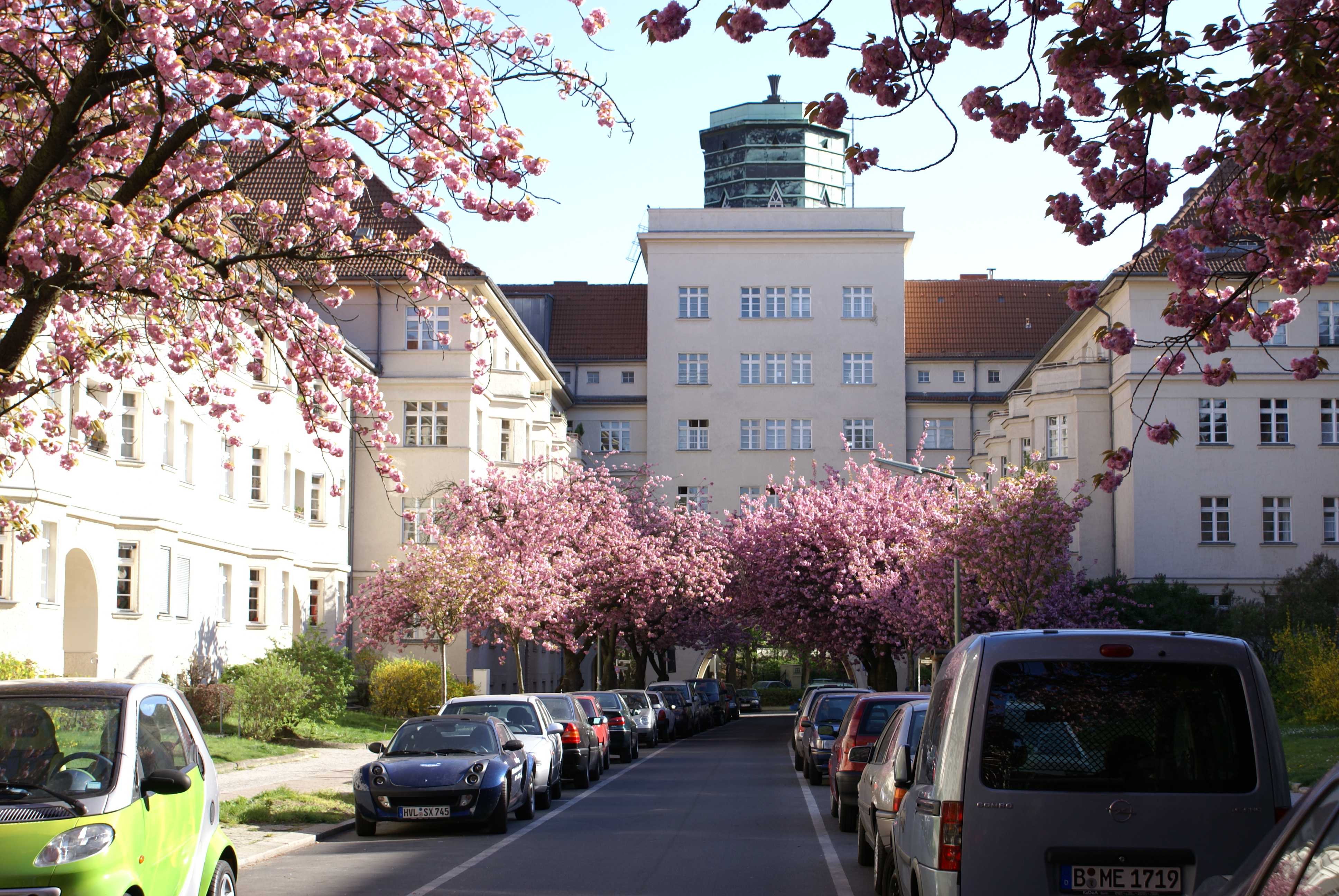
Цецилиенгертен
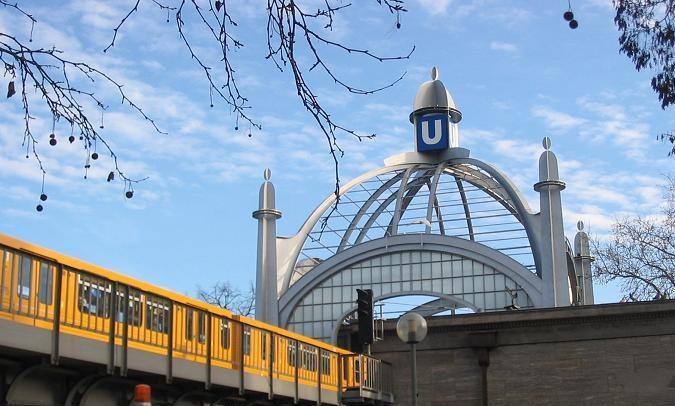
Вокзал Ноллендорфплац
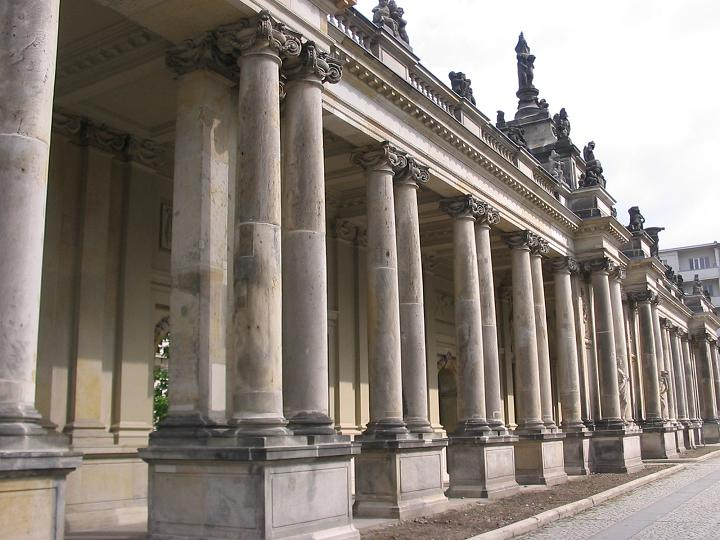
Колонны в Парке Генриха Клейста
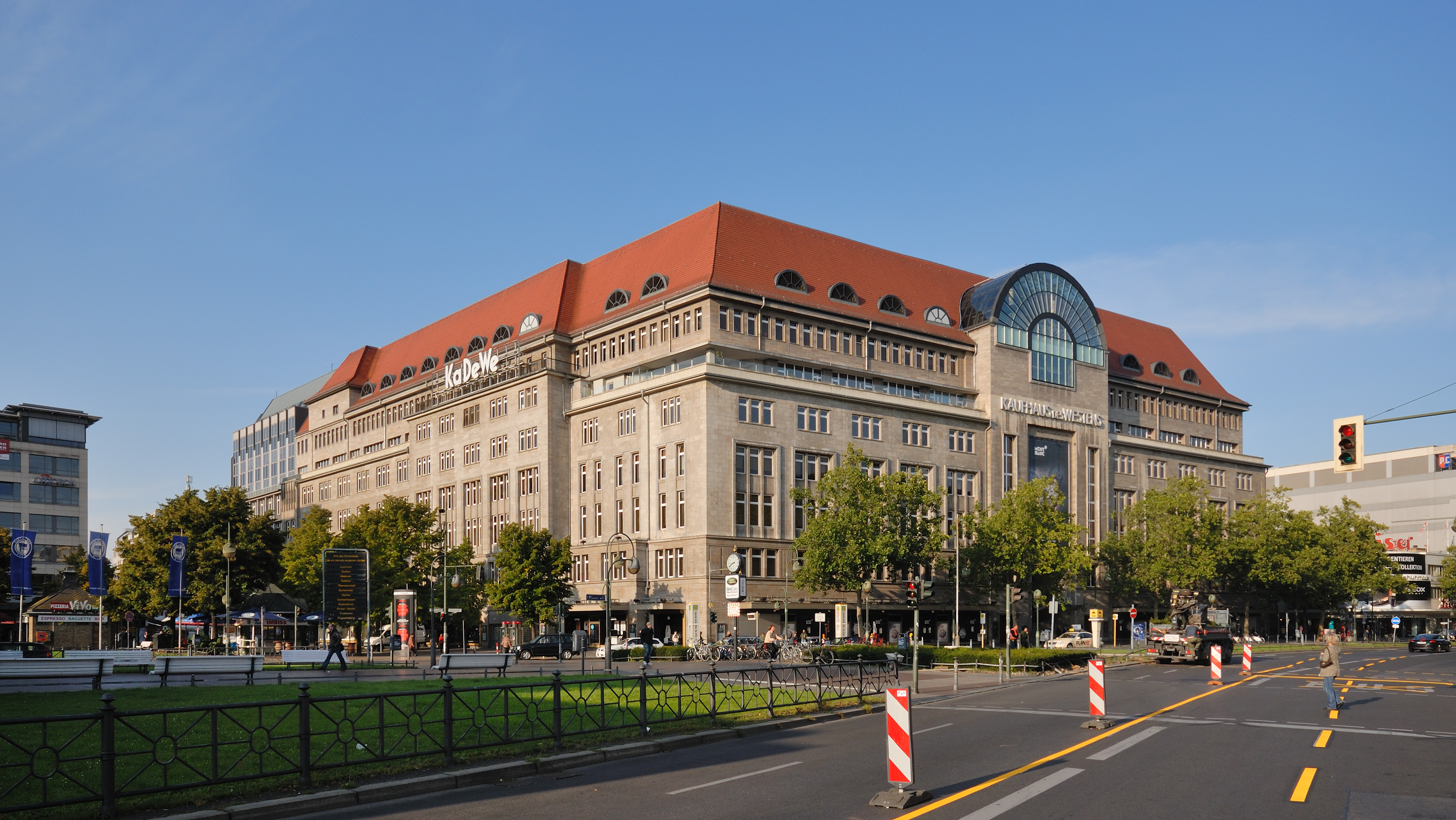
Универмаг KaDeWe
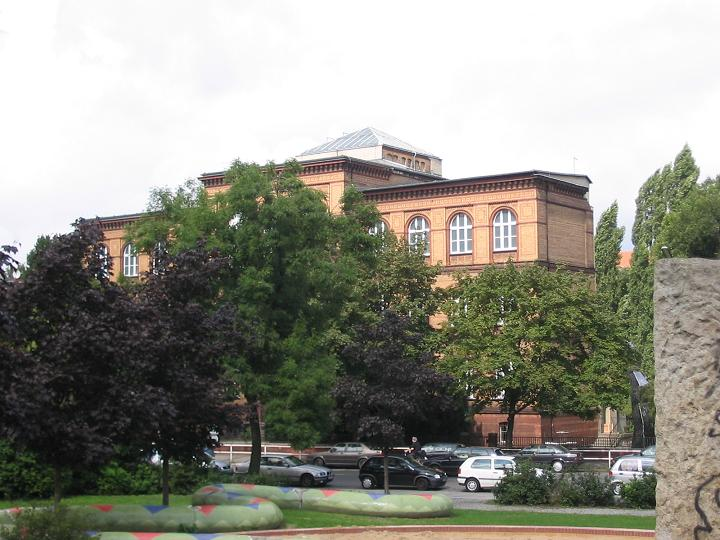
Музей истории Шёнеберга
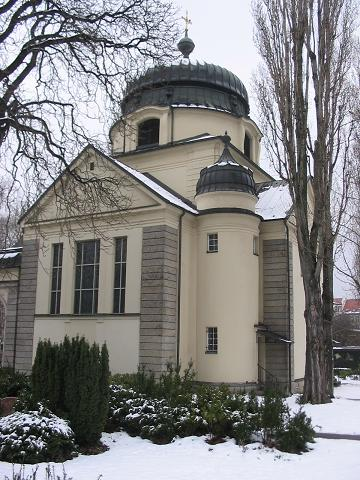
Церковь при кладбище Святого Матфея
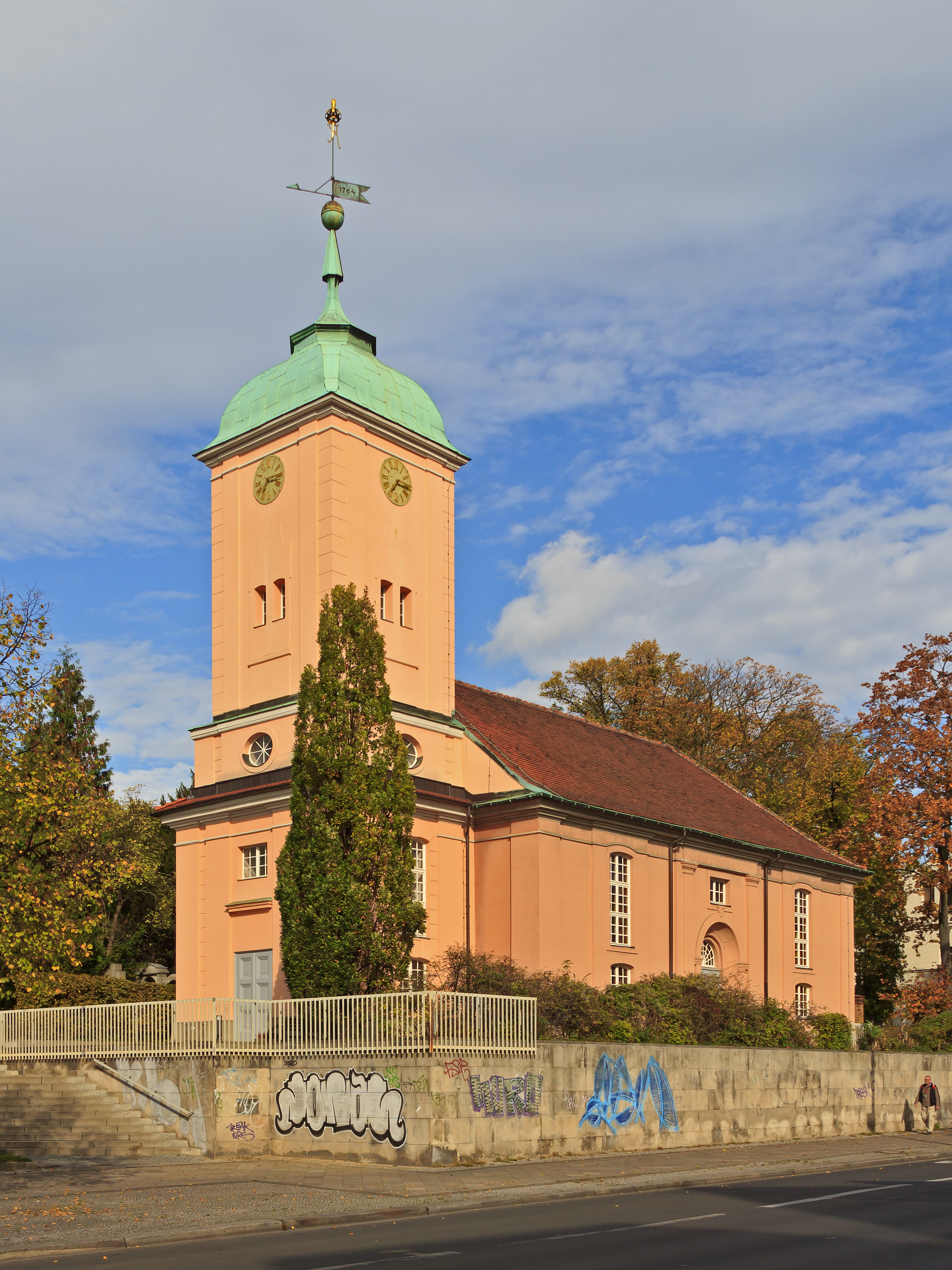
Деревенская церковь

## Транспортная система
С открытием в 2006 году вокзала «Зюдкройц» Шёнеберг получил прямую связь к поездам дальнего следования и региональным линиям «Deutsche Bahn». Кроме прочего, вокзал обслуживает ICE-линию Гамбург-Берлин-Лейпциг-Мюнхен. Шёнеберг обслуживается многочисленными линиями берлинского S-Бана (S1, S2, S25), в том числе линиями Рингбана (S41, S42, S46 и S47). Важнейшими городскими вокзалами являются «Шёнеберг» и «Зюдкройц».
Шёнеберг обслуживается также линиями U1, U2, U3, U4 и U7 Берлинского метрополитена. Важнейшими узлами метрополитена являются вокзалы Виттенбергплац и Ноллендорфплац. Восточнее Ноллендорфплаца линия U2 проходит по наземной эстакаде. Короткая линия U4 находится целиком в Шёнеберге.
В Шёнеберге пересекаются два федеральных автобана — «A 100» и «A 103». Важнейшими автомагистралями района являются также улицы Тауэнцинштрассе (нем. Tauentzienstraße), Кляйстштрассе (нем. Kleiststraße), Бюловштрассе (нем. Bülowstraße), Мартин-Лютер-штрассе (нем. Martin-Luther-Straße), Доминикусштрассе (нем. Dominicusstraße), Заксендамм (нем. Sachsendamm), Потсдамер-штрассе (нем. Potsdamer Straße) и Хауптштрассе (нем. Hauptstraße).

## Персоналии Шёнеберга

### Уроженцы Шёнеберга
- Вильгельм Фуртвенглер (1886—1954), дирижёр и композитор
- Нелли Закс (1891—1970), поэтесса, Нобелевский лауреат по литературе 1966 года
- Марлен Дитрих (1901—1992), актриса и певица (похоронена в Шёнеберге рядом с матерью)
- Жизель Фройнд (1908—2000), фотограф и социолог
- Вилли Штоф (1914—1999), политик, государственный и военный деятель ГДР
- Хельмут Ньютон (1920—2004), австралийский фотохудожник

### Жившие в Шёнеберге
- Ганс Балушек, художник и писатель

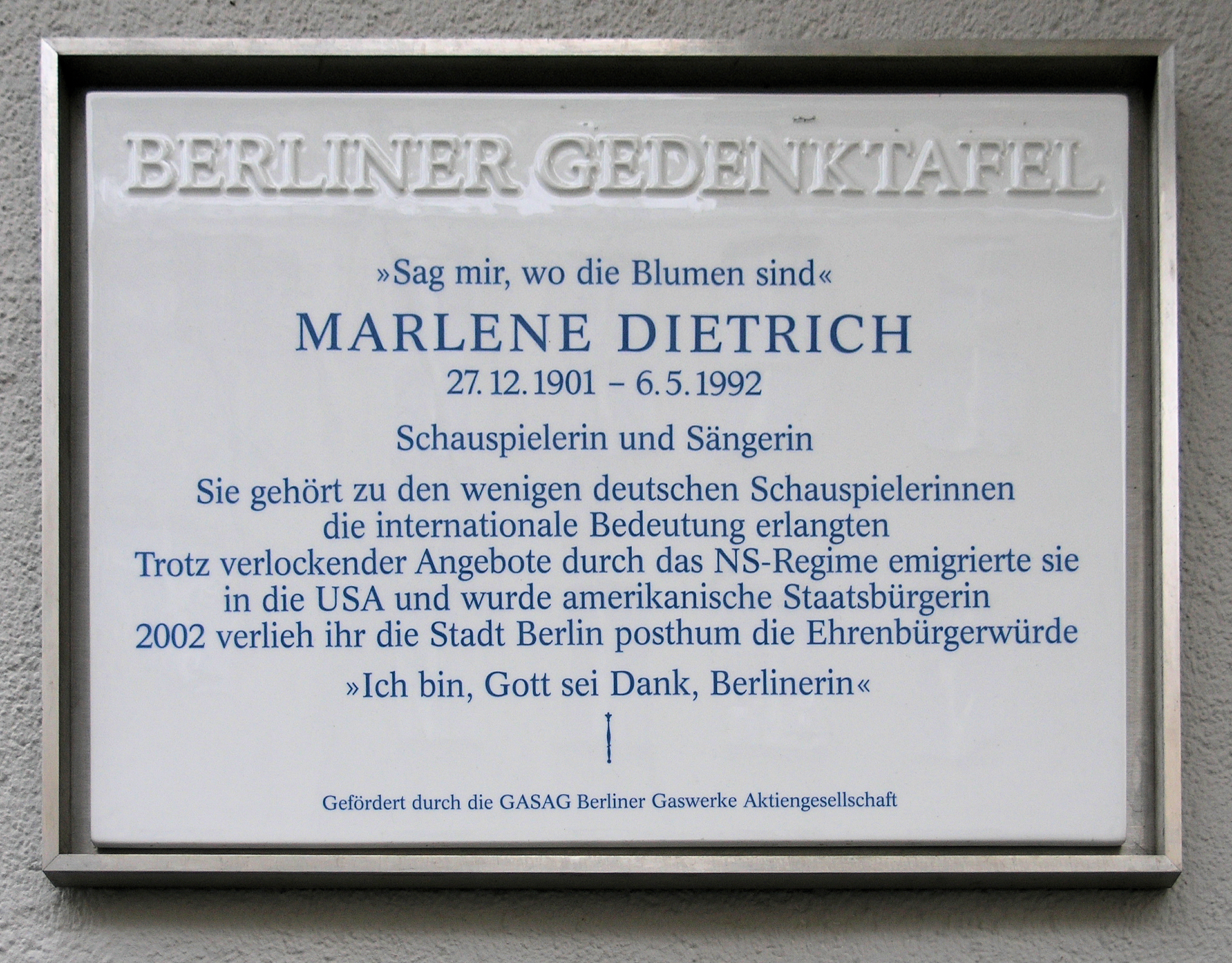
Памятная доска на бывшем доме Марлен Дитрих, Leberstraße 65

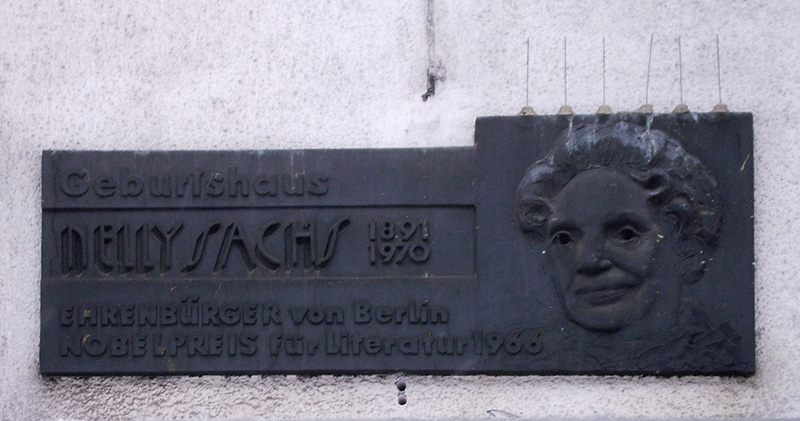
Памятная доска на доме, в котором родилась Нелли Закс, Maaßestraße 12

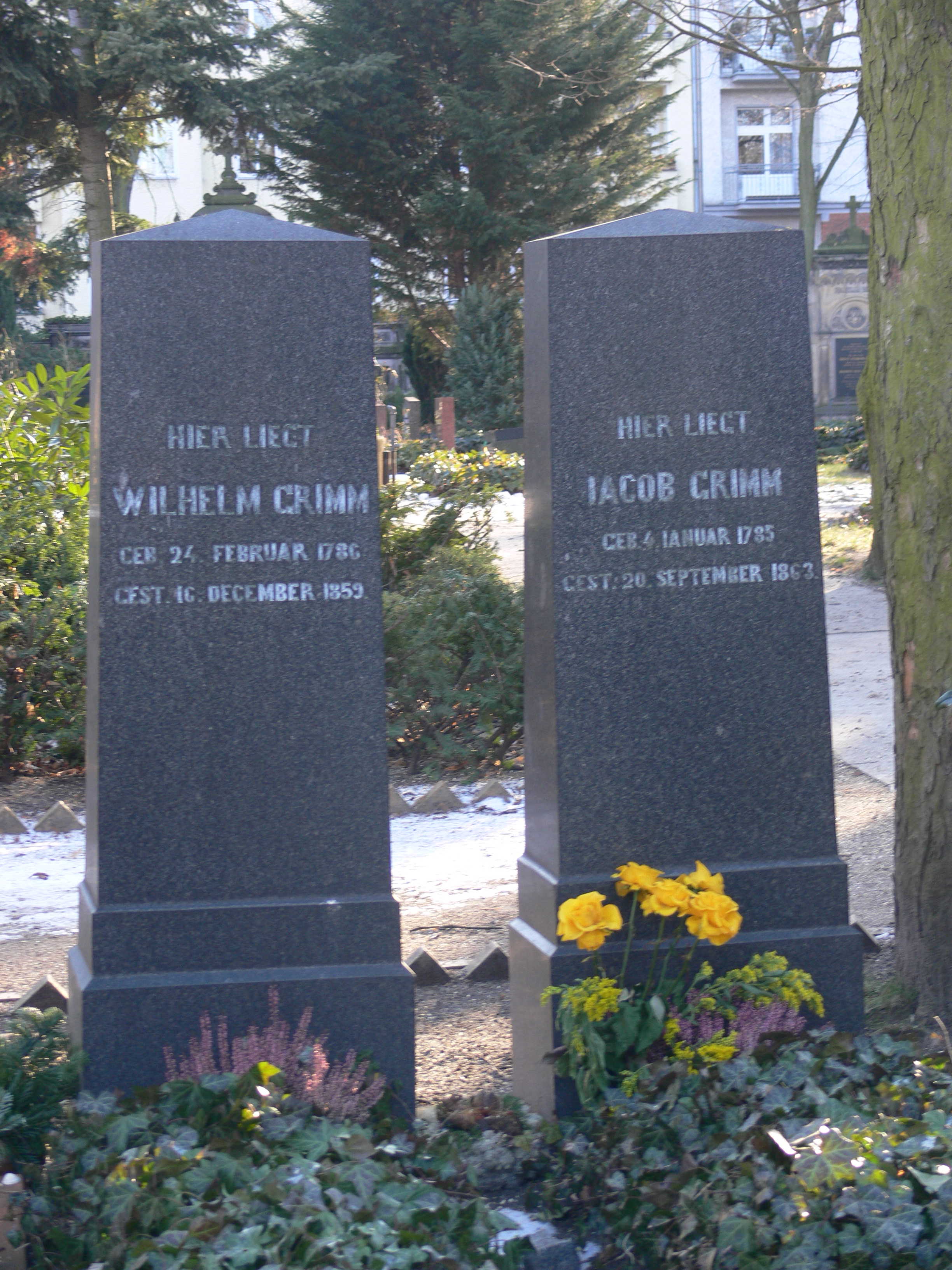
Могилы братьев Гримм на Старом кладбище Святого Матфея в Шёнеберге

- Август Бебель, политик и один из основателей СДПГ
- Готфрид Бенн, эссеист, новеллист и поэт-экспрессионист
- Эдуард Бернштейн, публицист и политический деятель
- Дэвид Боуи, британский рок-музыкант, певец, продюсер, композитор, художник, актёр
- Ферруччо Бузони, итальянский композитор, пианист, дирижёр и музыкальный педагог
- Альберт Эйнштейн, физик, лауреат Нобелевской премии
- Джеффри Евгенидис, американский писатель, лауреат Пулитцеровской премии
- Ганс Фаллада, писатель, автор романов в духе критического реализма
- Клеменс фон Гален, епископ, кардинал Римско-католической церкви
- Зепп Хербергер, футболист и тренер
- Теодор Хойс, политик, первый Федеральный президент Германии
- Карл Хофер, художник
- Арно Хольц, писатель и драматург
- Кристофер Ишервуд, англо-американский писатель
- Карл Каутский, экономист, историк и публицист
- Фридрих Киль, композитор
- Эгон Эрвин Киш, чешско-немецкий писатель и журналист, участник гражданской войны в Испании
- Хильдегард Кнеф, актриса и певица
- Эльза Ласкер-Шюлер, поэтесса и писательница
- Вальтер Лейстиков, художник-пейзажист
- Роза Люксембург, революционерка, одна из наиболее влиятельных деятелей европейского коммунистического движения
- Эрвин Пискатор, театральный режиссёр, теоретик театра, коммунист
- Вальтер Шеель, политик, в 1974-79 президент Германии
- Рене Синтенис, скульпторша и художница
- Рудольф Штейнер, австрийский философ-мистик, писатель, эзотерик, антропософ
- Клэр Вальдофф, певица, шансонье
- Эрнст Вайс, австрийский писатель и врач
- Билли Уайлдер, американский режиссёр и сценарист
- Пауль Цех, поэт и писатель-экспрессионист
- Карл Цукмайер, писатель, поэт и драматург

### Похороненные на Старом кладбище Святого Матфея
- Макс Брух, композитор и дирижёр
- Якоб Гримм, филолог, автор сказок
- Вильгельм Гримм, филолог, автор сказок
- Густав Роберт Кирхгоф, физик
- Рудольф Вирхов, учёный, врач, патологоанатом, гистолог, археолог, антрополог и палеонтолог